# Denise Humbert
Pour les autres membres de cette famille, voir Famille Humbert et pour les homonymes, voir Humbert.
Denise Humbert, née le 2 juillet 1917 à la Ferté-Vidame (Eure-et-Loir), probablement au château familial du Hallier, et morte le 6 octobre 1998 à Besançon, est une historienne et bibliothécaire française.
Elle est spécialiste de l'histoire de l'architecture militaire médiévale.

## Biographie
Elle est la fille de l'architecte parisien Maurice Humbert.
Ancienne élève de  l'École nationale des chartes (promotion 1943), elle est notamment à l'origine de l'inventaire des incunables de la bibliothèque Victor-Cousin à la Sorbonne. À sa sortie de l'École en 1943, elle devient conservatrice adjointe du musée, de la bibliothèque et des archives de Saint-Denis, qu'elle quitte en 1947.  
Elle dirige plusieurs bibliothèques universitaires, dont celles de Besançon et de Poitiers.

## Publications
- L'architecture militaire du XIe   au   XVIe siècle dans la viguerie de Grasse et le bailliage de Saint-Paul-de-Vence, 1943 ;
- Le Château de Dourdan, 103e Congrès archéologique de France, 1944 ;
- Inventaire des incunables de la bibliothèque Victor-Cousin à la Sorbonne, Paris, 1953 ;
- Liste des manuscrits conservés à la Bibliothèque universitaire de Poitiers, 1971 ;
- Introduction du catalogue de l'exposition « Fénelon et son temps ».

## Distinctions
- Officier de l'ordre des Palmes académiques
  -  Chevalier de l'ordre des Palmes académiques.